# Dunkles Grünwidderchen

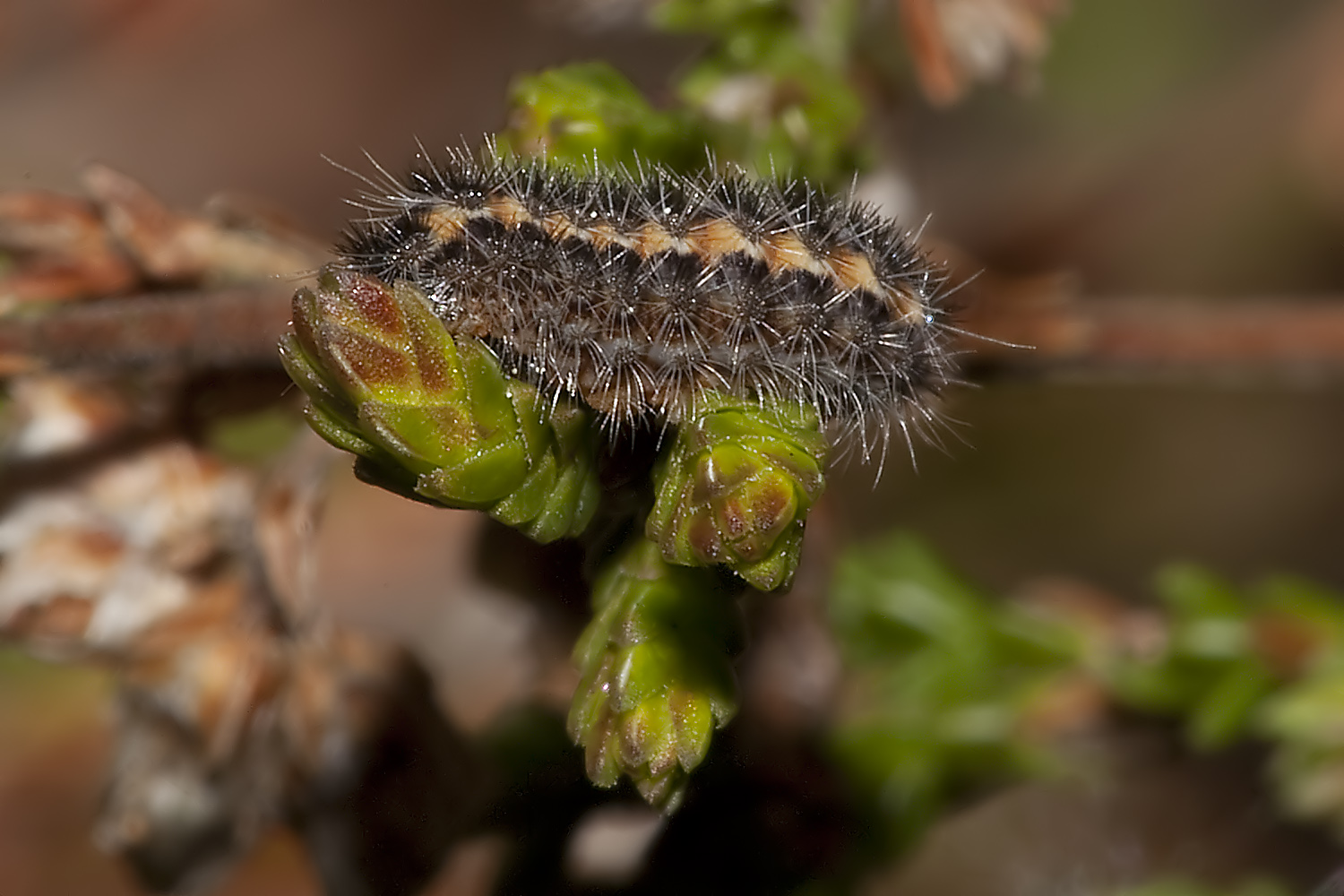
Larve

Das Dunkle Grünwidderchen, auch Heidekraut-Grünwidderchen oder Heide-Grünwidderchen (Rhagades pruni), ist ein Schmetterling (Nachtfalter) aus der Familie der Widderchen (Zygaenidae).

## Merkmale
Die Falter erreichen eine Flügelspannweite von 20 bis 25 Millimetern. Sie haben nach dem Schlüpfen schwarzblaue oder blaugrüne Vorderflügel, die später dunkel graubraun werden und ihren metallischen Glanz verlieren. Die Hinterflügel sind grauschwarz. Die Fühler der Männchen sind im Gegensatz zu den fadenförmigen der Weibchen stark gekämmt.
Das Ei ist gelb, die Weibchen legen sie in kleinen Gruppen an der Unterseite von Blättern der Nahrungspflanzen ab.
Die Raupen werden ca. 15 Millimeter lang. Sie sind breit schwarz und orange längsgestreift, wobei der schwarze Streifen am Rücken in der Mitte einen feinen hellblauen Längsstrich hat und auf jedem Segment ausgewölbt ist. Sie haben eine starke, mittellange, helle Behaarung.
Die Puppe ist schwarzbraun. Der Kokon ist weißlich und wird an Zweigen und Ästen angesponnen.

### Unterarten
- Rhagades pruni callunae Spuler, 1906[3]
- Rhagades pruni pruni (Denis & Schiffermüller, 1775)[3]

## Vorkommen
Die Tiere kommen von den Pyrenäen über Mitteleuropa bis zum Kaukasus vor. Sie fehlen im Norden und auch südlich von Mittelitalien. Als Verschiedenbiotopbewohner leben sie sowohl auf Kalktrockenrasen, warmen Magerrasen und in trockenen und sandigen Gebieten als auch in Mooren, wobei dies besonders im Alpenvorland der Fall ist. Sie sind sehr selten und vielerorts nicht vorkommend.

## Lebensweise
Die Weibchen legen ihre Eier in Gruppen nebeneinander auf der Unterseite der Blätter der Futterpflanzen ab. Die Raupen entwickeln sich vor dem Winter nur kurz und überwintern mit ca. drei Millimetern Länge in einem Gespinst. Es kommt vor, dass die Raupen in größeren Mengen auftreten und Pflanzen entlauben können. Sie verpuppen sich in einem weißen Gespinst an Zweigen ihrer Futterpflanzen.
Die Raupen ernähren sich je nach Standort unterschiedlich. Auf Kalktrockenrasen fressen sie Schlehdorn (Prunus spinosa) und andere Rosengewächse wie z. B. Brombeeren (Rubus fruticosus), Eingriffeliger Weißdorn (Crataegus monogyna), selten auch Gelbes Sonnenröschen (Helianthemum nummularium). Auf Sandtrockenrasen und in Mooren fressen sie besonders an Besenheide (Calluna vulgaris).

### Flugzeiten
Die tagaktiven Falter fliegen jährlich in einer Generation von Ende Juni bis August.

## Gefährdung und Schutz
- Rote Liste BRD: 3 (gefährdet)[5]